# Novi Krîvotulî, Tîsmenîțea
Novi Krîvotulî (în ucraineană Нові Кривотули) este localitatea de reședință a comunei Novi Krîvotulî din raionul Tîsmenîțea, regiunea Ivano-Frankivsk, Ucraina.

## Demografie
Componența lingvistică a localității Novi Krîvotulî
     Ucraineană (99,8%)
     Alte limbi (0,2%)
Conform recensământului din 2001, majoritatea populației localității Novi Krîvotulî era vorbitoare de ucraineană (99,8%), existând în minoritate și vorbitori de alte limbi.